# Paedocypris progenetica
Paedocypris progenetica, najmanjša riba na svetu, je predstavnik družine krapov. Riba ima vidno telo in glavo, ki je nezaščitena z okostjem.
V raziskavah, objavljenih v reviji Proceedings B, reviji britanskega kraljevega združenja, so znanstveniki našli najmanjše znane ribe v šotnih barjih na Sumatri, otoku v Indoneziji.
Posamezniki iz rodu Paedocypris lahko zrastejo do najvač 7,9 mm. Paedocypris se prehranjuje s planktonom v bazenih izredno kisle vode v tropskih gozdnih močvirjih.
Vodilni raziskovalec Maurice Kottelat z univerze v Singapurju pravi, da ima vrsta "zelo rudimentarno lobanjo", zaradi katere so možgani izpostavljeni. Skupina je našla tudi sorodno vrsto Paedocypris, P. micromegethes, v Sarawaku v malezijskem Borneu.
Kottelat opozarja, da so te drobne ribe v nevarnosti izumrtja zaradi hitrega uničenja indonezijskih barjev šote zaradi nasadov olj. Po besedah dr. Susan Page z univerze v Leicesteru bi bilo mogoče s sedanjo stopnjo gorenja šotišča na Borneu, Sumatri in Papui Novi Gvineji uničiti pred letom 2040, ki v ozračje sprostijo ogromno ogljika.